# 카리바 하인
카리바 하인(Cariba Heine, 1988년 10월 1일 ~ )은 오스트레일리아의 배우이다.

## 출연 작품
- 아쿠아 엔젤스 시즌3 (2009)
- 아쿠아 엔젤스 시즌2 (2007)
- 아쿠아 엔젤스 시즌1 (2006)

## 같이 보기
- 클레어 홀트
- 피비 통킨